# Involuntary
Involuntary (De ofrivilliga) è un film del 2008 scritto e diretto da Ruben Östlund.
Il film è stato presentato in anteprima il 19 maggio 2008 al Festival di Cannes nella sezione Un Certain Regard.

## Trama
È l'inizio dell'estate in Svezia. Una tranquilla serata tra parenti si trasforma improvvisamente in una potenziale tragedia. A due ragazze adolescenti piace divertirsi oltre ogni limite e posare in modo sexy per le foto. Un'insegnante schietta non sa dove tracciare il confine con i suoi colleghi che, secondo lei, hanno bisogno di una guida. Un autista di pullman frustrato per la fine della relazione con la moglie si sente costretto a confrontarsi con i suoi passeggeri in seguito ad un atto di vandalismo. A Leffe, spesso ubriaco, piace mettersi in mostra con i suoi amici e passare serate selvagge.

## Riconoscimenti
- 2009 - Guldbagge
  - Candidatura a miglior film
  - Candidatura a miglior regista a Ruben Östlund
  - Candidatura a miglior attrice a Cecilia Milocco
  - Candidatura a miglior sceneggiatura a Erik Hemmendorff e Ruben Östlund
  - Candidatura a miglior fotografia a Marius Dybwad Brandrud